# George Mitchell (Politiker)
George Mitchell (* 1. April 1867; † 4. Juli 1937) war ein britisch-rhodesischer Politiker und von Juli bis September 1933 Premierminister in Südrhodesien. Er folgte Howard Unwin Moffat in das Amt.
Im Jahre 1889 wanderte er von Großbritannien nach Südafrika aus. Sechs Jahre später wurde er Manager der Bank of Africa in Bulawayo. 1901 verließ er die Bank und wurde General Manager der Rhodesia Exploration and Development Company. Seine Pensionierung erfolgte im Jahr 1918. Von diesem Zeitpunkt an widmete er sich der Politik. Am 1. November 1930 wurde Mitchell Minister für Bergbau und Arbeit, ab dem 19. Mai 1932 Minister für Bergbau und Landwirtschaft. Bei den Wahlen im September 1933 verlor er sein Mandat.